# Генделик

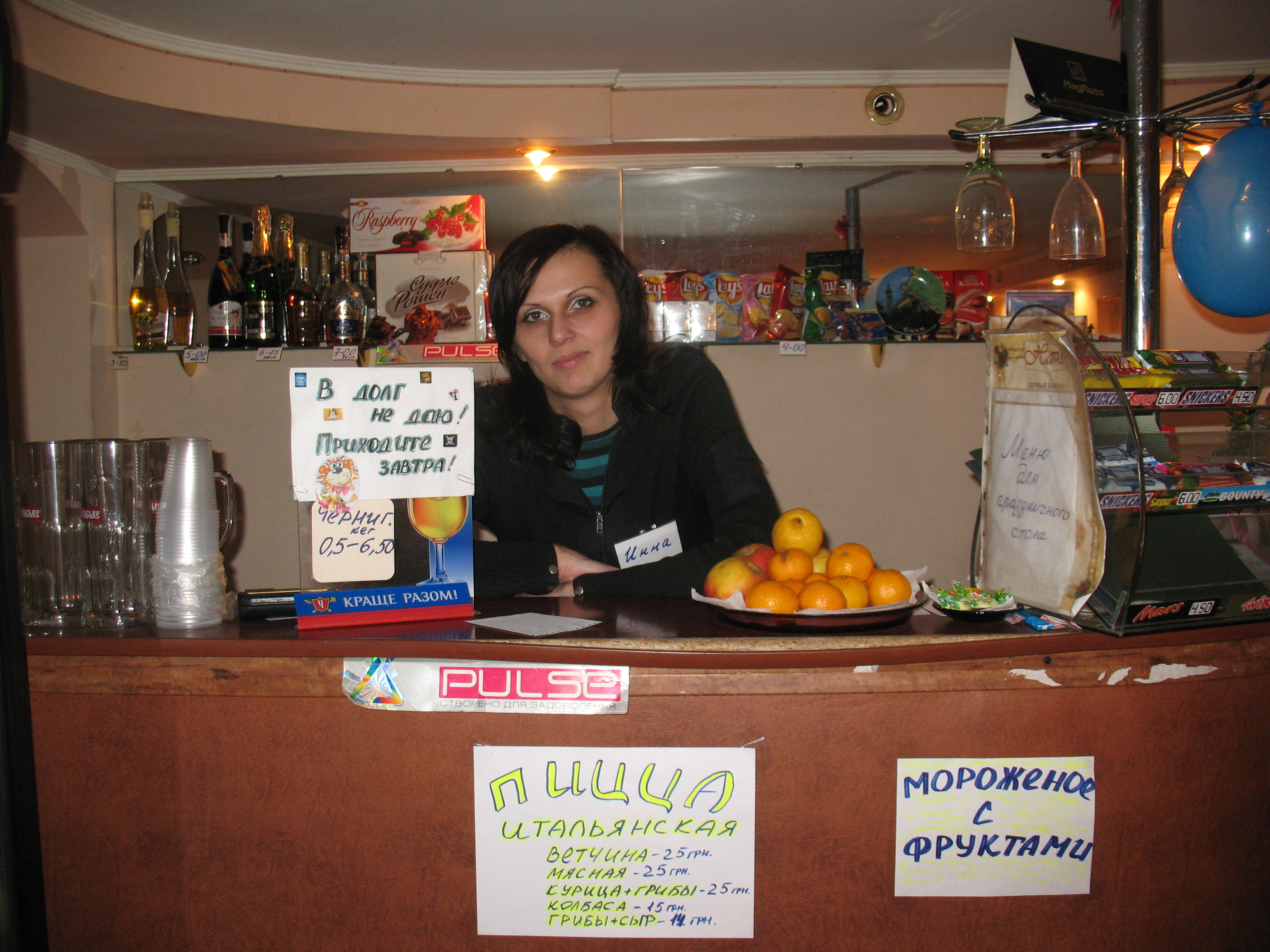
Харківський генделик. (2010 рік)

Генде́лик або ганде́лик, ге́ндель (розмовно-жаргонне слово) — невеличкий бар, де продають спиртні напої та закуски.
Походження пов'язане зі словами, які мають значення «торгівля» (нім. Handel, пол. handel, укр. гендель, також застаріле пол. handel(ek) — малий ресторан при винному складі).

## Згадки у мистецтві
Генделик згадується у пісні гурту «Скрябін» — Говорили і курили:
|  | І я лечу, як метелик, забігаю в генделик, Замовляю нам дві кави збудоражити уяву. |